# گای پرت
گای پرَت (انگلیسی: Guy Pratt؛ ‏زاده ۲۱ اکتبر ۱۹۶۴) نوازنده گیتار بیس، هنرمند و کمدین اهل انگلستان است. وی پسر بازیگر انگلیسی مایک پرت است. در سال ۱۹۹۶ وی با دختر نوازندهٔ کیبورد گروه پینک فلوید ریچارد رایت ازدواج کرد. پرت با هنرمندان سرشناسی بمانند پینک فلوید، گری مور، مایکل جکسون و مدونا همکاری داشته است.